# 제16회 부천국제애니메이션페스티벌
제16회 부천국제애니메이션페스티벌은 2014년 10월 22일에 열린 시상식이다.

## 수상 및 후보

### 본상-PISAF대상
- 컵 속의 젖소 - 쭈 얀통 수상

### 본상-심사위원 특별상
- 디바이드 - 브렌트 시버스 수상

### 본상-우수상 (국내)
- Checking Man - 이우진 외 2명 수상

### 본상-우수상 (해외)
- 그녀와 고양이의 사정 - 야스민 엘생 수상

### 본상-관객상
- 선물 - 제이콥 프레이 수상
- 발모스 - 박채연 외 2명 수상

### 본상-온라인 우수상
- 불면증 - 성준수 수상

### 본상-네티즌 초이스
- 리플렉션 - 코헤이 나카야 수상
- The Way Back - 오상아 수상
- 날으는 토마토의 전설 - 샤론 황 외 2명 수상

### 특별상- 한국애니메이션학회장상
- 투우 - 린 킴 수상

### 특별상- KAPA(사)한국애니메이션제작자협회 Prize
- 모자 쓴 난장이 - 사리나 니헤이 수상

### 특별상- 유광선 상
- 균열 - 안용해 수상
- Cycle - Raquel Sancinetti 수상

### 특별상- 유한대학장 상
- 번아웃증후군 - 김주성 수상
- 낮도 아닌 밤도 아닌 - 카논 트리넷 수상

### 특별상- 농협부천시지부장 상
- 린 - 벡시 부쉬 수상

### 학생경쟁부문
- 구름오케스트라 - 보건 롬왈드
- 발모스 - 박채연 외 2명
- 투우 - 린 킴
- 연애에서 호구되는 법 - 아그네츠카 바췐뉘엑
- 패서 패서 - 루이스 몰턴
- 인공지능 더스틴 - 크리스티나 예거
- 컵 속의 젖소 - 쭈 얀통
- 꿈 길을 거닐다 - 사리 오기노
- 브룬두키 스토리 - 레나 우만스키 드레이어
- 아티스트-110 - 오서로
- 다 낚았다 - 레지스 아이예 외 4명
- 큐피드의 장난 - 파놉 쿤와트
- 별 - 쩡 야원
- 애니에게 무슨 일이 생겼을까 - 후 잉 지아
- 티타임 - 마르셀 쿠델러 외 1명
- 자살펭귄 - 나승하 외 1명
- 그러나 그녀는 멋있었다... - 토멕 필라스키
- 그녀와 고양이의 사정 - 야스민 엘생
- 당황하지말고 - 일리안 벨리코프
- 사랑이 급행 - 이지연 외 2명
- 러브 인 러시아 - 카테리나 라브리오노바
- 데코레이션 - 미야자와 마리
- 추억의 기차 - 황 샤오 산
- 몽키 심포니 - 막심 보댕 외 3명
- 펭귄에게 먹이를 주지 마시오 - 알레나 크리잰키
- 디바이드 - 브렌트 시버스
- 씨름 - 곽기혁
- 즐거운 인생 - 브렌노 레비 드 소우 마젤란
- 체스 - 에티엔느 보트린
- 어젯밤에 연희가 날 더듬은 것 같은데 - 박혜민
- 몬스터 - 루카스 시오즈다
- 린 - 벡시 부쉬
- 안녕, 여름 - 장성지
- 마성의 기사 - 어우구스틴 끌레르몽 외 4명
- 블랙베어 문 - 따 웨이 차오
- 홉킨스 앤 딜래니 - 션 버클류
- 메기는 바다로 돌아간다 - 이와세 카오리
- 커넥티드 - 마뉴엘라 부스케
- 번아웃증후군 - 김주성
- 영혼소녀 - 아픽 다니알 샴
- 언더워터 - 타마 아카비아
- 낮도 아닌 밤도 아닌 - 카논 트리넷
- 무관심 - 민재인
- 죽음의 키스 - 알렉산드로스 아포스토라키스
- 미싱 유 - 브룩 바그스타프
- 학교가는 길 - 한지원
- 왕성한 호기심 - 루카 토스
- 지나친 음주는 당신의 가정을 파괴합니다 - 기욤 아랑때
- MOM - 히데 야마시타
- 헤어진 다음 날 - 엘렌 시랄로
- 당신과 나 사이 - 쿠엔틴 하버햄
- 죄악의 나날 - 김예원
- 바닷가에서 - 옌 라이 쳔
- 미스터 당근 - 토마스 드나이
- 선물 - 제이콥 프레이
- 히어로 - 카이토 타나카
- 사이클 - 아미르 포랫 외 1명
- Checking Man - 이우진 외 2명
- 다운타운 - 트란 응웬 투안 아
- 모자 쓴 난장이 - 사리나 니헤이
- 미오시스 - 엠마누엘 아스퀴어 브라사르트 외 2명
- Follow me - 권지민
- 노인들의 나라 - 마리아 크리스티나 페레즈
- 여인의 초상 - 지잉 두안
- 쾌락의 절정 - 얀 부카
- 균열 - 안용해

### 온라인경쟁부문
- Sky - 최진주 외 1명
- 원 러브 - 나인완
- 순환버스 - 손민욱
- 불면증 - 성준수
- The Way Back - 오상아
- 시간여행 - 엘레오노라 쿠아리오
- 마지막 기적 - 벤 레이처
- 애니 - 레아 유스뚬 외 4명
- 내 마음 둥둥 - 엘렌 르후
- 두 개의 유령 - 에이미 리 케첨
- 패밀리 - 에센스 오브 라이프 - 마르타 프로코포바
- 다다다 - 정 리우
- 붉은 점 - 후앙 뤠이펑
- 행진, 앞으로! - 피에릭 바르뱅 외 4명
- 레터 - 타니아 스키하나바
- 치킨 윙 - 장 지아 야오
- 날으는 토마토의 전설 - 샤론 황
- 두근두근 - 마틸다 미니셰티
- 호스 인 더 시티 - 하녹 존 사무엘
- 리플렉션 - 코헤이 나카야

### 트렌드
- 언트 일다! - 자크 레미 제랄드
- 쿠! 킨-자-자 - 게오르기 다넬리야 외 1명
- 아내의 유혹 - 빌 플림튼
- 루루 - 그레고이르 솔로타레프 외 1명
- 화산고래 - 박혜미
- 창백한 얼굴들 - 허범욱

### 와이드
- 우당탕 마을-크리스마스 로그 - 스테판 오비에 외 1명
- 우당탕 마을 - 스테판 오비에 외 1명
- 달사람 - 스테판 셰쉬
- 구피와 바가의 세계 - 실파 라나데

### 스페셜
- 문 걸 - 헨리 셀릭
- 코렐라인: 비밀의 문 - 헨리 셀릭
- 파라노만 - 샘 펠 외 1명
- 나의 작은 인형상자 - 정유미
- 먼지아이 - 정유미
- 수학시험 - 정유미
- 연애놀이 - 정유미